# Ђуркани (Васлуј)
Ђуркани (рум. Giurcani) насеље је у Румунији у округу Васлуј у општини Гађешти. Oпштина се налази на надморској висини од 39 m.

## Становништво
Према подацима из 2002. године у насељу је живело 652 становника, од којих су сви румунске националности.